# Estação Re di Roma
Re di Roma é uma estação da Linha A do Metro de Roma. Está localizada em Appio Latino, entre a Estação San Giovanni e a Estação Ponte Lungo.
Está localizada no bairro Re di Roma, derivando daí seu nome.